# Ján Janík (KSČ)
Ján Janík (24. listopadu 1924 Čemice (dnes část města Liptovský Mikuláš) – 11. srpna 1991 Vyšná Boca) byl slovenský a československý politik Komunistické strany Slovenska, poslanec Slovenské národní rady a poslanec Sněmovny národů Federálního shromáždění za normalizace.

## Biografie
Po desítky let zastával přední stranické a státní funkce. V letech 1955–1989 se uvádí jako účastník zasedání Ústředního výboru Komunistické strany Slovenska. Mezi roky 1962–1964 zastával funkci předsedy KNV pro Západoslovenský kraj. V letech 1960–1962 byl tajemníkem Krajského výboru KSS v Západoslovenském kraji, od roku 1962 členem Ústředního výboru KSS, v letech 1966–1968 a znovu od roku 1969 i členem předsednictva ÚV KSS a od roku 1970 navíc také tajemníkem ÚV KSS. V letech 1969–1970 působil na postu vedoucího tajemníka Městského výboru KSS v Bratislavě. Působil i na nejvyšších postech v celostátní komunistické straně. 12. sjezd KSČ ho zvolil členem Ústředního výboru Komunistické strany Československa. 13. sjezd KSČ, 14. sjezd KSČ, 15. sjezd KSČ, 16. sjezd KSČ a 17. sjezd KSČ ho ve funkci potvrdil.
Ve volbách roku 1964 se stal poslancem Slovenské národní rady. Po provedení federalizace Československa usedl do Sněmovny národů Federálního shromáždění. Mandát nabyl až dodatečně v dubnu 1970 (slib složil v květnu 1970) v rámci jedné z vln doplňovacích nominací v důsledku čistek po invazi vojsk Varšavské smlouvy do Československa. Do federálního parlamentu ho nominovala Slovenská národní rada, kde rovněž zasedal.
Ve Federálním shromáždění pak zasedal dlouhodobě po celé období normalizace. Mandát obhájil ve volbách roku 1971 (volební obvod Západoslovenský kraj), volbách roku 1976 (obvod Sereď), volbách roku 1981 a volbách roku 1986. Ve FS zažil sametovou revoluci a po ní v lednu 1990 rezignoval na poslanecký post v rámci procesu kooptace do Federálního shromáždění.
V roce 1970 a znovu roku 1974 získal Řád práce, v roce 1973 mu byl udělen Řád Vítězného února a roku 1984 Řád republiky.